# Џонатан Дејвис (рагбиста)
Џонатан Дејвис (енгл. Jonathan Davies; 5. април 1988) професионални је рагбиста и репрезентативац Велса, који тренутно игра за Клермон. Његов брат Џејмс Дејвис је такође професионални рагбиста. Џонатан Дејвис има надимак "лисица" (енгл. Fox). Родио се у Енглеској, али од велшких родитеља, па је убрзо са фамилијом прешао да живи у Велс. За Скарлетсе је дебитовао 11. августа 2006. против Нортхемптона. Први есеј за Скарлетсе је постигао против Конота 28. септембра 2007. У новембру 2013., прешао је у француски Клермон. За репрезентацију Велса је дебитовао против Канаде у тест мечу 2009., на позицији другог центра. Играо је на свакој утакмици светског првенства 2011. Играо је и за британске и ирске лавове против Аустралије 2013.